# Bugula bowiei
Bugula bowiei is een mosdiertjessoort uit de familie van de Bugulidae. De wetenschappelijke naam van de soort is voor het eerst geldig gepubliceerd in 2012 door Vieira, Winston & Fehlauer-Ale.
De soort werd ontdekt bij het eiland Ilha do Mel voor de kust van Brazilië, en is genoemd naar David Bowie, de favoriete artiest van Fehlauer-Ale.